# 高木理恵
高木 理恵（たかぎ りえ、1970年1月22日 - ）は日本のタレント、ラジオパーソナリティ、ナレーター。東京都出身。

## 人物・来歴
- 主にラジオ番組でパーソナリティとして活躍するほか、テレビ番組のナレーション、執筆などでも活躍している。
- 5歳から14歳までをカナダで過ごした。
- 趣味はモータースポーツで、国内A級ライセンスを持つほどの腕前である。

## 主な活動

### ラジオ
- ミュージックスクエア (NHK-FM) 1997.4-2004.3、金曜日
- マリブ・アーバン・ジャム・ステーション （bayfm） -1996.3
- MARIVE PARADISE ALLEY　（bayfm)月-金曜日
- TOKYO BAY LINE 7300 （bayfm）1993.4-1997.3、水曜日
- TOKYO BAY MORNING （bayfm　土・日曜担当）
- J-HITS POWER STATION（FM-FUJI）1999.4-2001.3、月曜日 -2000.3、水曜日
- SWEET DOUGHNUT（JFN）

ほか

### テレビ
- ドライブ A GO!GO!（ナレーター　1998年10月～2009年4月12日）

ほか

### 連載
- 高木理恵の新車誌上絵日記（読売新聞）